# Milan Kučera
Milan Kučera es un deportista eslovaco que compitió en piragüismo en la modalidad de eslalon. Ganó siete medallas en el Campeonato Mundial de Piragüismo en Eslalon entre los años 1983 y 1993.

## Palmarés internacional
| Representando a Checoslovaquia |                               |                   |                |
| Campeonato Mundial             |                               |                   |                |
| Año                            | Lugar                         | Medalla           | Competición    |
| 1983                           | Merano (Italia)               | Medalla de oro    | C2 por equipos |
| 1985                           | Augsburgo (RFA)               | Medalla de oro    | C2 por equipos |
| 1987                           | Bourg-Saint-Maurice (Francia) | Medalla de plata  | C2 por equipos |
| 1987                           | Bourg-Saint-Maurice (Francia) | Medalla de bronce | C2 individual  |
| 1989                           | Río Savage (Estados Unidos)   | Medalla de plata  | C2 por equipos |
| 1991                           | Tacen (Yugoslavia)            | Medalla de plata  | C2 por equipos |
| Representando a Eslovaquia     |                               |                   |                |
| Campeonato Mundial             |                               |                   |                |
| Año                            | Lugar                         | Medalla           | Competición    |
| 1993                           | Mezzana (Italia)              | Medalla de bronce | C2 por equipos |